# تأثیر فارسی بر ادبیات انگلستان و آمریکا
گرچه گفته می‌شود مطالعات دانشگاهی فارسی در انگلستان در اوایل قرن هفدهم با تأسیس کرسی‌های عربی در دو دانشگاه پیشروی کمبریج و آکسفورد شروع شده است؛ تا اواخر سدهٔ هجدهم ترجمه انگلیسی شعر شعرای فارسی زبان موجود نبود. این به دلیل مهارت‌های زبانی و ادبی سر ویلیام جونز، و با توجه به این واقعیت انجام شد که فارسی زبان رسمی دربارهای هند بود. نتیجتاً، وقتی لایحه ۱۷۸۴ پیت هند کمپانی هند شرقی را تحت کنترل تاج بریتانیا قرار داد، یک برنامهٔ حقیقتاً فشردهٔ مطالعات فارسی چه در انگلستان و چه در هند شروع به کار کرد که به سرعت نام شعرای فارسی را برای خوانندگان انگلیسی همانند شعرای کلاسیک روم و یونان آشنا ساخت. این واقعیت که وقتی خود سر ویلیام جونز برای ریاست بر نظام جدید قضایی به هند فراخوانده شد، به ادوارد گیبون نوشت و تهدید کرد که بدلیل عدم حمایت کتاب‌های فارسیش را عمیق تر از جایی بیندازد که شاغول هرگز بدان رسیده و صدایش برگشته است، اهمیت هند برای مطالعات فارسی را تایید می‌کند.
گرامر فارسی جونز، ترجمه‌های خواندنی متعدد او از حافظ و هم عصرانش، گفتمانهایی را در خصوص شعر ایران و هند ایجاد کرد، و هر آنچه او بعنوان یک شرق‌شناس جوان آرزو می‌کرد را بهمراه آورد: این که ترویج این ادبیات تازه کشف شده به شاعران انگلیسی «مجموعه تصاویر و تمثیلات جدیدی ارائه می‌کند که ترکیب‌های جدیدی را ممکن می‌کند که دانشوران آینده ممکن است توضیحشان بدهند و شعرای آینده ممکن است از آنها تقلید کنند» این آشکارا برنامه‌ای برای عصر رمانتیک در ادبیات انگلیسی بود گرچه جونز نئو کلاسیسیتی بود که فردوسی را هومر ایرانی و حافظ را آناکریون ایرانی می‌خواند. این مدتی پیش از آن بود که خوانندگان اشعار فارسی را در شکل خودشان بخوانند و شعرای انگلیسی از آنها تقلید کنند.